# Keiji Shibasaki
Keiji Shibasaki (柴崎 恵次 Shibazaki Keiji) (Kasai, 9 aprile 1894 – Tarawa, 20 novembre 1943) è stato un ammiraglio giapponese, attivo durante la seconda guerra mondiale.
Appartenente al personale imbarcato della Marina imperiale giapponese, partecipò alla seconda guerra sino-giapponese come capo di stato maggiore della forza da sbarco navale speciale "Shanghai". Durante la seconda guerra mondiale comandò la guarnigione di Tarawa al posto del contrammiraglio Saichirō Tomonari e rimase ucciso nel pomeriggio del 20 novembre 1943, il primo giorno della battaglia di Tarawa.

## Biografia
Nacque nella città di Kasai della Prefettura di Hyōgo, il 9 aprile 1894. Frequentò l'Accademia navale di Etajima e si diplomò nel 1915 dopo aver completato la 43ª classe, ventiseiesimo su novantacinque cadetti. Prestò inizialmente servizio come guardiamarina sull'incrociatore corazzato Azuma, passando poi sulla corazzata Settsu. Come sottotenente di vascello prestò servizio sulla nave da battaglia Satsuma e quindi sull'incrociatore protetto Yakumo. Promosso tenente di vascello il 1º dicembre 1918, si imbarcò sull'incrociatore protetto Chikuma, poi sul cacciatorpediniere Kaba e fu in seguito assegnato alla corazzata Yamashiro. Promosso capitano di corvetta il 1º dicembre 1921, frequentò i corsi di navigazione per essere quindi assegnato come ufficiale di rotta sul cacciatorpediniere Tachikaze, passando quindi sulla petroliera Kamoi e infine sul guardacoste Musashi. Tra il 1º aprile 1927 e il 10 dicembre 1928 fu istruttore presso l'Accademia navale di Etajima: durante tale incarico il 1º dicembre 1927 fu elevato al rango di capitano di fregata. Tra il 15 novembre 1932 e il 1º novembre 1933 fu aiutante di campo del principe Kuni Asaakira. Dal 15 novembre 1934 prestò servizio presso l'Ufficio personale del Ministero della marina, rimanendovi fino al 1º dicembre 1936 quando assunse il comando della cannoniera Ataka. Promosso capitano di vascello il 1º dicembre 1937, ricoprì varie posizioni nello stato maggiore della marina imperiale principalmente a Kure e a Shanghai. Il 25 settembre 1940 divenne Capo della Sezione Amministrativa del Servizio Idrografico della Marina.
Il 15 settembre 1941 divenne Capo del personale delle Kaigun Tokubetsu Rikusentai, le forze speciali da sbarco nipponiche, stanziate a Shanghai in Cina. Il 25 aprile 1943 assunse il comando della forza navale posta a difesa del porto di Kure, per essere promosso il 1º maggio al rango di contrammiraglio. Il 20 luglio dello stesso anno arrivò sull'isola di Betio nell'atollo di Tarawa, posto al centro dell'arcipelago delle isole Gilbert, ove assunse il comando della locale guarnigione al posto del pari grado Saichirō Tomonari: costui ritenne un oltraggio la sostituzione, decisa di concerto dagli ammiragli Mineichi Kōga e Masami Kobayashi, manifestando apertamente dissenso e disappunto. La guarnigione di stanza a Tarawa includeva 1 122 fanti di marina della 3ª Forza da sbarco navale speciale, 1 497 fanti di marina della 7ª Forza da sbarco navale speciale Sasebo, 1 427 operai civili per lo più di nazionalità cinese e coreana inquadrati nella 111ª Unità costruzioni e un distaccamento di 970 lavoratori appartenenti al 4º Dipartimento costruzioni navali. Veterano degli sbarchi anfibi in Cina negli ultimi anni trenta, Shibasaki era consapevole delle difficoltà che incontrava una forza da sbarco durante tali operazioni. Sotto la sua guida su Betio vennero costruite ampie difese atte a difendere le spiagge e l'importante campo d'aviazione, posto in una posizione strategica. Shibasaki creò un articolato sistema difensivo che ritenne talmente solido e ben progettato da affermare che gli Stati Uniti "...non avrebbero potuto conquistare l'isola con meno di un milione di uomini in un centinaio di anni!"
Alle 03:35 del 20 novembre 1943 gli statunitensi iniziarono le operazioni contro l'isola e alle 05:42 i grossi calibri delle corazzate aprirono il fuoco contro le difese nipponiche. Lo sbarco dei Marines si svolse sotto un'intensa resistenza giapponese che causò gravi perdite, ma nel primo pomeriggio oltre 5 400 uomini avevano preso terra. L'ammiraglio giapponese incontrò serie difficoltà a coordinare la difesa a causa dell'intenso bombardamento preliminare che aveva distrutto quasi completamente la rete di comunicazione, lasciando i reparti isolati e sotto la responsabilità dei singoli comandanti. Si ritiene che Shibasaki sia stato ucciso in azione il primo giorno della battaglia di Tarawa, verso la metà pomeriggio: alcune testimonianze riferirono che morì assieme a tutto il suo stato maggiore sotto il fuoco di un cacciatorpediniere statunitense, mentre si stavano spostando dal quartier generale a un posto di comando secondario più discosto dalla prima linea. Privi di una guida sicura le varie unità giapponesi agirono senza coordinamento e attuarono anche alcuni attacchi notturni, respinti con gravi perdite dagli statunitensi. La resistenza nipponica continuò fino al 23 novembre, quando il comando statunitense dichiarò che l'isola era stata completamente conquistata e le ultime sacche di soldati giapponesi eliminate.
Alla fine del 1943 fu decorato con l'Encomio per caduto in combattimento e il 10 febbraio 1944 Shibasaki venne promosso postumo al grado di viceammiraglio. Il suo nome è stato iscritto nel Libro delle Anime del santuario Yasukuni, luogo di culto a Tokyo dove sono ricordati coloro che hanno dato la propria vita per difendere l'Impero giapponese.

## Onorificenze
Dati tratti da:

### Periodici
- John Milner, Tarawa: La seconda offensiva americana dopo Guadalcanal, in Eserciti nella Storia, N.43, Roma, settembre-ottobre 2007,  pp. 20-36.